# Eusirus fragilis
Eusirus fragilis is een vlokreeftensoort uit de familie van de Eusiridae. De wetenschappelijke naam van de soort is voor het eerst geldig gepubliceerd in 1960 door Birstein & M. Vinogradov.